# Altshausen-Fleischwangen-Königsegg
Das Gebiet Altshausen-Fleischwangen-Königsegg ist ein vom Landratsamt Ravensburg am 15. März 2022 durch Verordnung ausgewiesenes Landschaftsschutzgebiet auf dem Gebiet der Gemeinden Altshausen, Boms, Ebenweiler, Eichstegen, Fleischwangen, Fronreute, Guggenhausen, Hoßkirch, Königseggwald, Riedhausen, Unterwaldhausen und Wilhelmsdorf im Landkreis Ravensburg sowie der Gemeinde Ostrach im Landkreis Sigmaringen.

## Schutzzweck
Der wesentliche Schutzzweck ist laut Schutzgebietsverordnung „die Vielfalt, Eigenart und Schönheit der Natur und Landschaft sowie die Regenerationsfähigkeit und nachhaltige Nutzungsfähigkeit der Schutzgüter des Naturhaushalts zu erhalten, zu entwickeln und wiederherzustellen.“

## Geschichte
Das Gebiet stand bereits seit 1963 unter der Bezeichnung Altshausen-Laubbach-Fleischwangen unter Landschaftsschutz. Im Jahr 2022 wurde das Gebiet neu verordnet und umbenannt, weil die bisherige Verordnung durch zwischenzeitlich fünf Änderungen unübersichtlich geworden war und insgesamt nicht mehr den Anforderungen der Gesetzgebung entsprach.

## Zusammenhängende Schutzgebiete
In das Landschaftsschutzgebiet sind die Naturschutzgebiete Ebenweiler See und Altshauser Weiher eingebettet. Im Süden grenzen das Naturschutzgebiet Pfrunger-Burgweiler Ried und das Landschaftsschutzgebiet Pfrunger Ried – Rinkenburg an. Das Gebiet überschneidet sich in Teilbereichen mit dem Vogelschutzgebiet Pfrunger und Burgweiler Ried.